# Zouada
Zouada (franska: Zouada (CR), Zouada (Commune Rurale), arabiska: المنزلة) är en kommun i Marocko.   Den ligger i provinsen Larache och regionen Tanger-Tétouan-Al Hoceïma, i den norra delen av landet, 140 km nordost om huvudstaden Rabat. Antalet invånare är 20 910.